# Долијанова
Долијанова (итал. Dolianova) је насеље у Италији у округу Каљари, региону Сардинија.
Према процени из 2011. у насељу је живело 8778 становника. Насеље се налази на надморској висини од 225 м.

## Становништво
| 1936. | 1951. | 1961. | 1971. | 1981. | 1991. | 2001. | 2011. |
| ----- | ----- | ----- | ----- | ----- | ----- | ----- | ----- |
| 4.459 | 5.621 | 6.485 | 6.551 | 7.344 | 7.877 | 7.979 | 9.404 |